# Йобст I (Шаумбург)
Йобст I фон Холщайн-Шауенбург (на немски: Jobst I von Holstein-Schauenburg; * 1483 † 5 юни 1531) е граф на Холщайн-Шаумбург от 1527 до 1531 г.
Той е син на граф Йохан IV (* 1449, † 30 март 1527) и съпругата му Кордула фон Гемен († 30 май 1528).

## Фамилия
Йобст I се жени на 1 февруари 1506 г. за графиня Мария фон Насау-Диц (1491 – 1547 в Зиген), дъщеря на граф Йохан V фон Насау-Диленбург-Вианден и Елизабет фон Хесен-Марбург, дъщеря на ландграф Хайнрих III фон Хесен-Марбург.  Те имат 12 деца:
- Ото (1507 – 1514/1517)
- Хайнрих (1509 – 1529)
- Йохан V (1512 – 1560), граф (1531 – 1560)
- Адолф III (ок. 1515 – 1556), граф (1531 – 1544), като Адолф III курфюрст и архиепископ на Кьолн (1547 – 1556)
- Антон († 1558), архиепископ на Кьолн (1557 – 1558)
- Кордула (ок. 1516 – 1542), омъжена I: 1529 за граф Евервин II фон Бентхайм († 1530); II: 1536 г. граф Гумпрехт II фон Нойенар-Алпен († 1556)
- Ото IV (ок. 1517 – 1576), княжески епископ на Хилдесхайм (1531 – 1537), като Ото III, граф (1544 – 1576, до 1560 заедно с Йохан V)
- Елизабет (ок. 1520 – 1545), омъжена 1537 за граф Йохан IX (VI) фон Сайн († 1560), майка на Хайнрих IV фон Сайн
- Йобст II (ок. 1520 – 1581), от 1557 г. господар на Гемен
- Ернст фон Шаумбург (ок. 1528 – 1586), женен ок. 1559 за Мария фон Хоенлое (1530 – 1565)
- Вилхелм († 1580), каноник в Хилдесхайм
- Ерих († 1565), каноник в Св. Гереон в Кьолн